# The Baseballs
The Baseballs – niemiecki cover band wykonujący znane współcześnie przeboje pop w stylu rockabilly oraz rock and roll, założony w Berlinie w 2007 roku. Popularność przyniosły zespołowi wydane w 2009 roku single Umbrella (cover piosenki Rihanny) oraz Hot n Cold (cover piosenki Katy Perry) promujące debiutancki album grupy pt. Strike!.
Debiutancka płyta Strike! miała swoją premierę 15 maja 2009 i szybko wspięła się na szczyty list przebojów, zajmując ostatecznie 6. miejsce w niemieckich, 15. miejsce w austriackich, 2. miejsce w szwajcarskich rankingach sprzedaży za maj. Strike! był także najlepiej sprzedającą się płytą w Finlandii, Norwegii i Szwecji. W Wielkiej Brytanii został wydany 17 maja 2010 przez wytwórnię Rhino Records.
W 2010 zespół postanowił wydać dwupłytową reedycję debiutanckiej płyty, zatytułowaną Strike! Back, zamieszczając na niej covery takich piosenek jak Chasing Cars Snow Patrol czy Pokerface Lady Gagi. Płyta zawiera także materiał z kulis trasy koncertowej zespołu po Finlandii.
W 2011 roku The Baseballs wydali swoją kolejną płytę, zatytułowaną String 'n' Stripes, zawierającą covery przebojów artystów takich jak 50 Cent (Candy Shop), Katy Perry (California Gurlz), Kesha (Tik Tok), czy też Martin Solveig (Hello). Na drugiej płycie ukazał się także jeden autorski singiel zespołu - Hard not to cry.
W 2014 roku wydali swoją czwartą płytę nazwaną Game Day. Zawiera ona w większości autorskie utwory grupy takie jak "Mo Hotta Mo Betta" czy "Goodbye Peggy Sue". Możemy również usłyszeć covery takich piosenek jak: "Video Games" (Lana Del Ray) czy "Diamonds" (Rihanna).

## Dyskografia
Albumy
- 2009: Strike! (album)

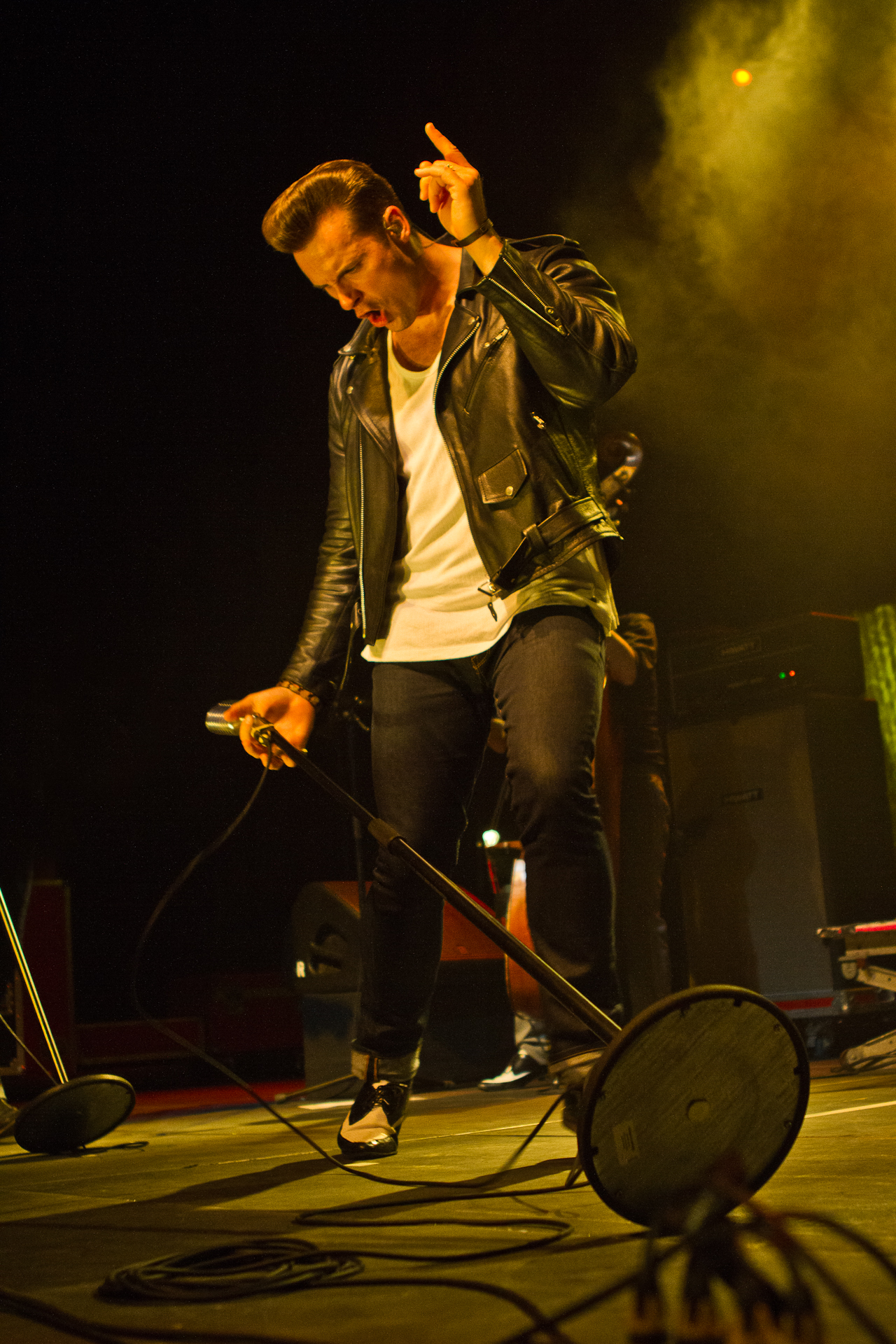
The Baseballs, E-Werk Köln

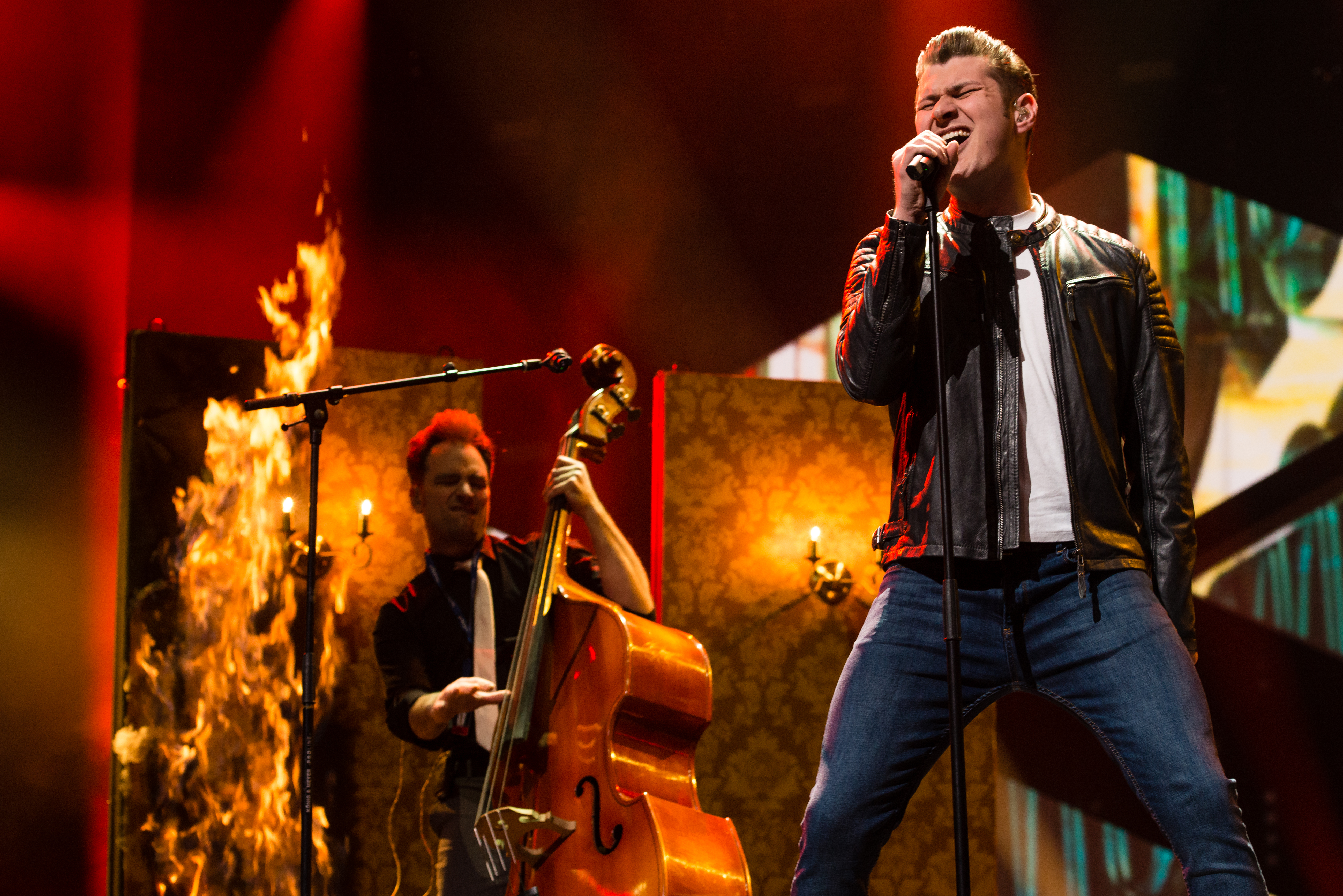
The Baseballs, 2014

- 2010: Strike! Back (ponowne wydanie płyty Strike! poszerzone o pięć nowych nagrań oraz dwa 20-minutowe filmy)
- 2011: Strings 'n' Stripes
- 2012: Strings 'n' Stripes LIVE (CD & DVD na żywo nagrane w Kolonii/Niemcy w lutym 2012)
- 2012: Good ol' Christmas
- 2014: Game Day
- 2016: Hit Me Baby...

Single
- 2009: Umbrella
- 2009: Hot N Cold
- 2010: Last In Line
- 2010: Chasing Cars
- 2011: Hello
- 2011: Candy Shop
- 2014: Mo Hotta Mo Betta
- 2014: On My Way

## Nagrody
- European Border Breakers' Awards  2010[6]
- Emma Award 2010 w kategorii "Najlepiej sprzedająca się płyta"
- ECHO Award 2010 w kategorii "Debiut - kraj"
- European Border Breaker Award 2011 w kategorii "Najlepszy europejski debiut"
- Public Choice Award 2011
- ECHO Award 2011 w kategorii "Najlepszy krajowy zespół za granicą"
- Napster Fan Preis 2014